# 大亨
大亨（だいこう）は、東晋、安帝司馬徳宗の治世に行われた年号。

## 出来事
桓玄が全権を握っている間に使われた。元興元年（402年）3月に一旦隆安6年に戻されたうえで大亨元年とされた。
その旧12月、安帝は廃され、桓玄が帝位につくが（桓楚）、405年に安帝が復位すると、隆安6年、大亨、永始、天康の4元号は廃され、元興が402年から404年までの元号として用いられた。『資治通鑑』も、この4元号を認めていない。

## 西暦・干支との対照表
| 大亨 | 元年  |
| 西暦 | 402年 |
| 干支 | 壬寅  |

## 他元号との対照表
| 大亨 | 元年         |
| 後燕 | 光始2        |
| 後秦 | 弘始4        |
| 北魏 | 天興5        |
| 後涼 | 神鼎2        |
| 南涼 | 建和3 弘昌元 |
| 北涼 | 永安2        |
| 南燕 | 建平3        |
| 西涼 | 庚子3        |